# Municipio de Nuevo Parangaricutiro
El municipio de Nuevo Parangaricutiro es un municipio perteneciente al estado mexicano de Michoacán. Se sitúa en la meseta Purépecha, y su cabecera es el pueblo de Nuevo San Juan Parangaricutiro.

## Ubicación
El municipio se encuentra en la zona centro del estado de Michoacán y se extiende en una superficie de poco más de 235 km². Limita al norte con los municipios de Tancítaro y Uruapan; al este con el municipio de Uruapan; al sur con los municipios de Uruapan y Tancítaro; al oeste con el municipio de Tancítaro.
Nuevo San Juan Parangaricutiro, cabecera del municipio, se encuentra en la ubicación 19°24′59″N 102°7′52″O / 19.41639, -102.13111, a una altitud de 650 m. s. n. m.
Junto con los municipios de Charapan, Cherán, Chilchota, Nahuatzen, Paracho, Tancítaro, Taretan, Tingambato, Uruapan y Ziracuaretiro pertenece a la Región VI-Purépecha.

## Historia
Se originó a consecuencia del éxodo de los pobladores de San Juan producido en mayo del año 1944 por la actividad del volcán Paricutín. Se escogió como nuevo emplazamiento la llamada Hacienda de los Conejos, a 30 km de la ubicación original.
Sobre la base de este nuevo poblado, llamado por esto mismo Nuevo San Juan Pangaricutiro, se constituye en 1950 el actual municipio.
Del 10 de diciembre de 1831 hasta 1944 existía el municipio original de Parangaricutiro.

## Demografía
La población total del municipio de Nuevo Parangaricutiro es de 20 981 habitantes, lo que representa un crecimiento promedio de 1.1 % anual en el período 2010-2020 sobre la base de los 18 834 habitantes registrados en el censo anterior. Al año 2020 la densidad del municipio era de 89,28 hab/km².
| Gráfica de evolución demográfica de Municipio de Nuevo Parangaricutiro entre 2000 y 2020 |
|                                                                                          |
| Fuente: Instituto Nacional de Estadística Geografía e Informática                        |

En el año 2015 estaba clasificado como un municipio de grado bajo de vulnerabilidad social, con el 15.84 % de su población en estado de pobreza extrema.
La población del municipio está mayoritariamente alfabetizada (7.79 % de personas mayores de 15 años analfabetas al año 2010) con un grado de escolarización en torno de los 6.8 años. Solo el 5.52 % de la población se reconoce como indígena.

### Localidades
En el censo de 2020 el municipio de Nuevo Parangaricutiro contaba con 63 localidades.
| Código INEGI      | Localidad                      | Población (2020) |
| ----------------- | ------------------------------ | ---------------- |
| 160580001         | Nuevo San Juan Parangaricutiro | 16 745           |
| Otras localidades | Otras localidades              | 4 236            |
| Total municipal   | Total municipal                | 20 981           |

## Educación y salud
En 2010, el municipio contaba con escuelas preescolares, primarias, secundarias y una escuela de formación media (bachillerato). Las unidades médicas en el municipio eran 4, con un total de personal médico de 4 personas.
La condición de rezago educativo afectaba al 35.5 % de la población, (7380 personas) y el 49.2 % de la población (10 223 personas) no tenían acceso a servicios de salud.